# Ambliopie
Ambliopia numită și ochi leneș, este o tulburare a vederii în care creierul nu reușește să proceseze complet informațiile primite de la un ochi și, în timp, favorizează celălalt ochi. Aceasta duce la scăderea acuității vizuale la un ochi care, în rest, pare normal. Ambliopia este cea mai frecventă cauză a scăderii acuității vizuale la un singur ochi în rândul copiilor și tinerilor adulți.
Cauza ambliopiei poate fi orice afecțiune care interferează cu focalizarea în timpul copilăriei timpurii. Aceasta poate apărea din cauza unei aliniere defectuoase a ochilor (strabism), a unei forme neregulate a ochiului, care îngreunează focalizarea, a faptului că un ochi este mai miop sau mai hipermetrop decât celălalt (refracție) sau a opacizării cristalinului unui ochi (privare). După ce cauza principală este tratată, vederea nu este restabilită imediat, deoarece mecanismul implică și creierul.
Ambliopia poate fi dificil de detectat, de aceea se recomandă testarea vederii la toți copiii cu vârsta cuprinsă între patru și cinci ani, deoarece detectarea precoce îmbunătățește succesul tratamentului. Ochelarii pot fi singurul tratament necesar pentru unii copii. Dacă acest lucru nu este suficient, se utilizează tratamente care încurajează sau obligă copilul să utilizeze ochiul mai slab. Acest lucru se realizează fie prin utilizarea unui plasture, fie prin administrarea de atropină în ochiul mai puternic. Fără tratament, ambliopia persistă de obicei. Tratamentul la vârsta adultă este de obicei mult mai puțin eficient.

## Tratament
Ambliopia funcțională poate fi reversibilă dacă este diagnosticată și tratată inaintea vârstei de 6-7 ani (conform unor cercetări recente, chiar 12 ani), inainte ca reflexul binocular (echilibrul vizual între cei doi ochi) să se fi stabilit. Tratamentul este cu atât mai eficient cu cât este început mai devreme, cele mai bune rezultate fiind obținute la copiii care au beneficiat de tratament adecvat înainte de vârsta de 10 ani. Depistările precoce permit detectarea ambliopiilor funcționale înca din frageda copilărie.
În afara tratamentului adecvat al unei cataracte sau al unui ptozis, tratamentul ambliopiei constă, într-o primă etapă, în corectarea ametropiilor existente, apoi în corectarea ochiului ambliop. Tehnica cea mai utilizată constă în obturarea ochiului neatins timp de cateva ore pe zi (totul sub îndumarea medicului specialist), cu scopul de a stimula acuitatea vizuală a ochiului ambliop. Această ocluzare trebuie totuși supravegheată, deoarece, la rândul lui, ochiul normal poate deveni ambliop pe masură ce acuitatea vizuală a celuilalt ochi se restabilește. În caz de strabism, se practică adesea o intervenție chirurgicală asupra mușchilor pentru a repune ochiul deviat pe axa bună.

### Metode de tratament
În cazul ambliopiei anizometropice exista două opțiuni de tratament:
1. Aplicarea unui petic pe ochiul sănătos în scopul de a forța utilizarea ochiului ambliopic; durata tratamentului variază de la câteva săptămâni la câteva luni, direct dependenta de rezultate;
2. Utilizarea picăturilor de atropină la nivelul ochiului sănătos; atropina determină încețoșarea vederii, stimulând astfel activitatea ochiului ambliopic. Atropina pare să aibă rezultate similare cu cele obținute prin aplicarea unui plasture.[9][10]

Atropina poate avea efecte secundare, precum:
- fotosensibilitate (sensibilitate crescută la lumină)
- înroșirea tegumentelor
- paralizia mușchiului ciliar ce poate afecta capacitatea de acomodare a ochiului (la distanță, de exemplu)

Când ambliopia este asociată cu strabism, cea mai eficientă formă de tratament o reprezintă abordarea chirurgicală, ce permite corectarea defectului muscular de la nivelul ochiului și, în consecință, corectarea ambliopiei; tratamentul este similar și pentru pleoapele căzute.
În cazul în care ambliopia este cauzată de miopie, hipermetropie sau astigmatism, tratamentul constă în prescrierea unor ochelari sau a unor lentile de contact speciale;
Atunci când pacientul nu dorește o intervenție chirurgicală, medicul poate recomanda terapia vizuală ce constă într-un set de exerciții ce urmăresc să îmbunatățească capacitățile vizuale; este utilă în cazul ambliopiei cauzată de strabism, astigmatism etc.
Datorită faptului că nu există rezultate notabile în ceea ce privește tratamentul clasic al adulților diagnosticați cu ambliopie, în ultimul timp se vehiculează mai multe variante de așa-numit tratament alternativ. Astfel de metode alternative sunt:
- stimularea magnetică transcraniană[12]
- imbunătățirea sensibilității la contrast și viziunea spațială
- jocuri pe computer create special pentru a stimula activitatea ochiului ambliopic